# Paraconsors scutellaris
Paraconsors scutellaris är en tvåvingeart som först beskrevs av Axel Leonard Melander 1946.  Paraconsors scutellaris ingår i släktet Paraconsors och familjen svävflugor.
Artens utbredningsområde är Kalifornien. Inga underarter finns listade i Catalogue of Life.